# Fondu creusois

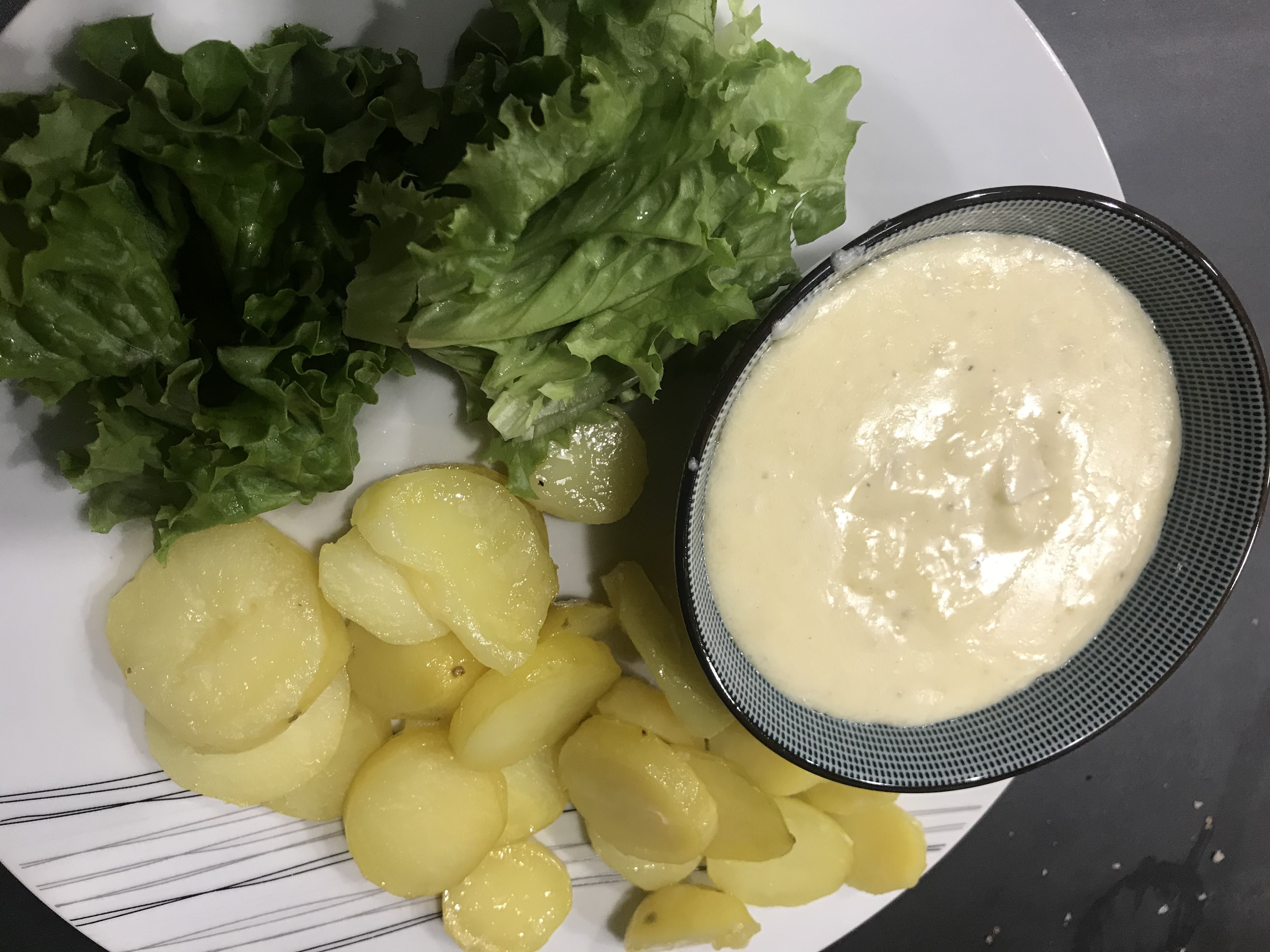
Plat de fondu creusois (fromage de vache fondu accompagné de pommes de terre et salade).

Le fondu creusois,, (ou fondue creusoise[réf. nécessaire]) est un mets traditionnel de la Creuse. C'est un plat typique réalisé à partir du maigre fromage de montagne que faisaient les agriculteurs. Il est possible de remplacer ce fromage par deux camemberts au lait cru, bien faits. Il existe également une production locale de fromages de vache qui se prêtent bien à ce plat (fromagerie de la Voueize à Gouzon, fromagerie Chavegrand à Maison-Feyne…).
Le fondu creusois se déguste actuellement avec des frites, voire des pommes de terre sautées, jadis avec des pommes de terre en robe des champs. Il faut verser le fondu sur le côté de l'assiette et non pas sur les pommes de terre. Les enfants font ainsi des barrages avec les frites pour retenir le fromage coulant. Le plat est complété par une salade verte, le tout dans la même assiette. C'est un repas complet souvent accompagné de jambon cru.